# Cappelletta (Noale)
Cappelletta (Capeeta in veneto) è una frazione del comune di Noale in provincia di Venezia.

## Geografia fisica
Cappelletta, la più piccola delle tre frazioni di Noale, si trova a nord-ovest del capoluogo comunale, al centro di una zona rurale. Il paese è attraversato dal fiume Draganziolo.

## Popolazione
La popolazione di Cappelletta si attesta attorno ai 1 200 abitanti, le famiglie più rappresentative di questo paesino sono la fam. Barbiero, la fam. Bottacin, la fam. Casarin, la fam. Fraccaro e la fam. Tosatto.

## Monumenti e luoghi d'interesse

### Chiesa di Santa Margherita
Intitolata a Santa Margherita, fu costruita prima del XIV secolo. È una piccola chiesa a tre navate, divise da archi sorretti da due colonne ciascuno. Vi si trovano cinque altari: oltre al maggiore, ornato della pala di Santa Margherita, vi sono quelli dedicati a San Defendente, alla Beata Vergine del Carmine, alla Madonna del Rosario e a Sant'Antonio. Un'altra pregevole opera qui conservata è un'antica acquasantiera marmorea molto particolare in quanto è divisa in tre parti ciascuna realizzata in uno stile differente.
Accanto alla chiesa sorge inoltre un piccolo campanile.

### Villa Agazzi Sailer
Costruita nel XIV secolo come abitazione signorile, nel secolo XVI la proprietà della villa passò alla famiglia Lazzari, originaria dalla città di Bergamo, ed insediatisi in quel tempo a Venezia.

Nel 1752 Francesco Lazzari decise di lasciare la villa della Cappelletta nelle mani del nipote Bartolomeo, e nel 1756 la proprietaria è la nipote Giulia, figlia di Giacomo Lazzari e moglie di Carlo Agazzi, come documentato dagli incartamenti presenti nell'Archivio Storico di Noale, nel sommarione del Catasto Veneto del 1781 e da una richiesta per una peschiera nel 1792 depositata presso l'Archivio di Stato di Venezia.
 
Nel catasto Napoleonico del 1810 risulta che la villa fosse di proprietà della famiglia Villabruna Dei Anna. 
Essi ne disposero solo per un breve periodo, dopodiché, alla metà del XIX secolo, la cedettero alla famiglia Sailer.

Con le vicende della prima guerra mondiale e lo smembramento della famiglia Sailer, ebbe inizio il processo di decadimento del complesso.
 
Durante la guerra del 1915-18 le barchesse furono utilizzate come ospedale da campo di retrovia.
 
Nel 1952 la villa fu acquistata da Antonio Deganello il quale, nel 1953, per la necessità di acquisire ulteriore area coltivabile, demolì una torretta che fungeva da allevamento di colombi. Il bellissimo parco adiacente alla villa fu trovato da Deganello già abbattuto. Egli rese perciò quel terreno coltivabile. Durante il periodo di possesso della villa da parte di Antonio Deganello, tale immobile fu anche adibito, se pur per un breve periodo, a scuola di formazione professionale..
 
La villa, venduta nel 1961 all'ordine religioso di Treviso "Piccolo Rifugio", diventò abitazione per ragazze madri, gestito da suore laiche.
 
Nel 1984 la villa fu ceduta al Comune di Noale e per alcuni anni fu utilizzata per manifestazioni culturali, quali mostre e concerti, per essere successivamente abbandonata, cadendo così in degrado.
 
Dal 1996 la villa è di proprietà di una società privata, mentre la barchessa ovest e le adiacenze, risalenti ai primi dell'800, sono adibite ad abitazioni private.

Nel giro di pochi anni, dopo un impegnativo e proficuo restauro, Villa Agazzi Sailer è ritornata alla sua bellezza ed al suo splendore originario.

## Cultura

### Eventi
- Sagra del carmine - Si svolge ogni anno le prime settimane di luglio.
- Palio di Noale - Cappelletta partecipa al Palio di Noale con una sua contrada, detta "del Drago", in riferimento al fiume Draganziolo: secondo una tradizione il suo letto sinuoso sarebbe stato scavato dalla coda di un drago di passaggio. La contrada è contraddistinta dai colori giallo e verde e i suoi contradaioli nel medioevo erano arcieri, falegnami e barcaioli.
- Panevin: come nei paesi vicini, anche a Cappelletta la sera dell'Epifania viene acceso un grande falò presso un casolare di campagna.